# Dicranomyia albipennis
Dicranomyia albipennis är en tvåvingeart som först beskrevs av Pierre Justin Marie Macquart 1838.
Dicranomyia albipennis ingår i släktet Dicranomyia och familjen småharkrankar. Inga underarter finns listade i Catalogue of Life.